# 桂南地不容
桂南地不容（学名：Stephania kuinanensis）为防已科千金藤属的植物，为中国的特有植物。分布于中国大陆的广西等地，多生于荒地上，目前尚未由人工引种栽培。